# Bolzano (incrociatore)
Il Bolzano fu un incrociatore pesante della Regia Marina, impiegato durante la seconda guerra mondiale. Apparteneva alla classe Trento, ma con delle diversità costruttive tali da farlo considerare talvolta una classe a parte.

## Costruzione

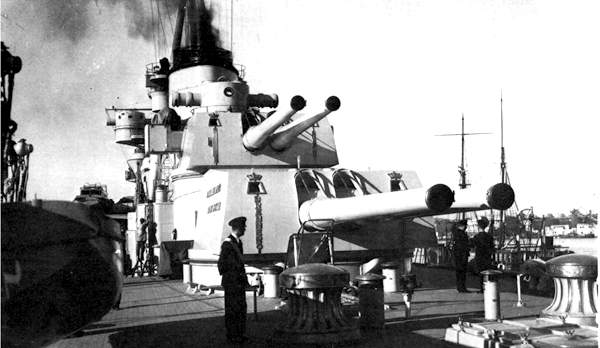
Le artiglierie da 203/53 mm del Bolzano, in alto a sinistra è visibile la torretta della stazione di tiro delle artiglierie da 100/47

Il Bolzano fu costruito nei cantieri Ansaldo di Genova, venne varato nel 1932 ed entrò in servizio nel 1933; sebbene impostato nove mesi prima del Pola entrò in servizio otto mesi dopo di questo. Nel 1937 venne modificato l'armamento secondario: 8 mitragliere Breda 37/54 mm sostituirono i cannoni poppieri da 100/47 mm e 8 mitragliere da Breda Mod. 31 da 13,2 mm presero il posto delle 4 mitragliere da 40/39 mm e delle 4 mitragliere da 12,7 mm e con questa configurazione partecipò alla seconda guerra mondiale. Dotato di buon armamento e ottima velocità, aveva però una grave deficienza nella scarsa corazzatura che lo rendeva molto vulnerabile (difetto proprio della classe).
Per questi motivi venne considerato "un errore magnificamente eseguito". Invece di produrre un terzo esemplare della superata classe Trento, avrebbe potuto essere costruita un'ulteriore unità della più avanzata classe Zara, ma questo venne evitato in quanto avrebbe comportato per l'Ansaldo condividere parte dei profitti con la rivale OTO.

## Servizio
La nave prese parte al secondo conflitto mondiale svolgendo durante il conflitto compiti di scorta ai convogli e partecipando alle più importanti battaglie nel Mar Mediterraneo.
Nel 1938, in occasione della crisi dei Sudeti, la Regia Marina era tornata a valutare la possibilità di costruire una portaerei, inizialmente secondo il progetto "Gagnotto" sviluppato durante la guerra di Etiopia che prevedeva la trasformazione in portaerei del transatlantico Roma, e tra le ipotesi venne valutata anche la possibilità di trasformare l'incrociatore pesante Bolzano in incrociatore lanciaerei, basato su quello dell'incrociatore portaerei realizzato dal generale del Genio navale Giuseppe Rota nel 1925, mediante la demolizione della sovrastrutture ad esclusione delle due torri da 203 mm all'estrema prora e all'estrema poppa, con l'installazione di quattro catapulte, di cui una incassata nel ponte e tre brandeggiabili; sul lato destro della nave sarebbe stata realizzata una piccola isola con uno o due fumaioli. La nave in tale configurazione sarebbe stata in grado di movimentare una dozzina di aerei da caccia. Il progetto venne tuttavia accantonato.

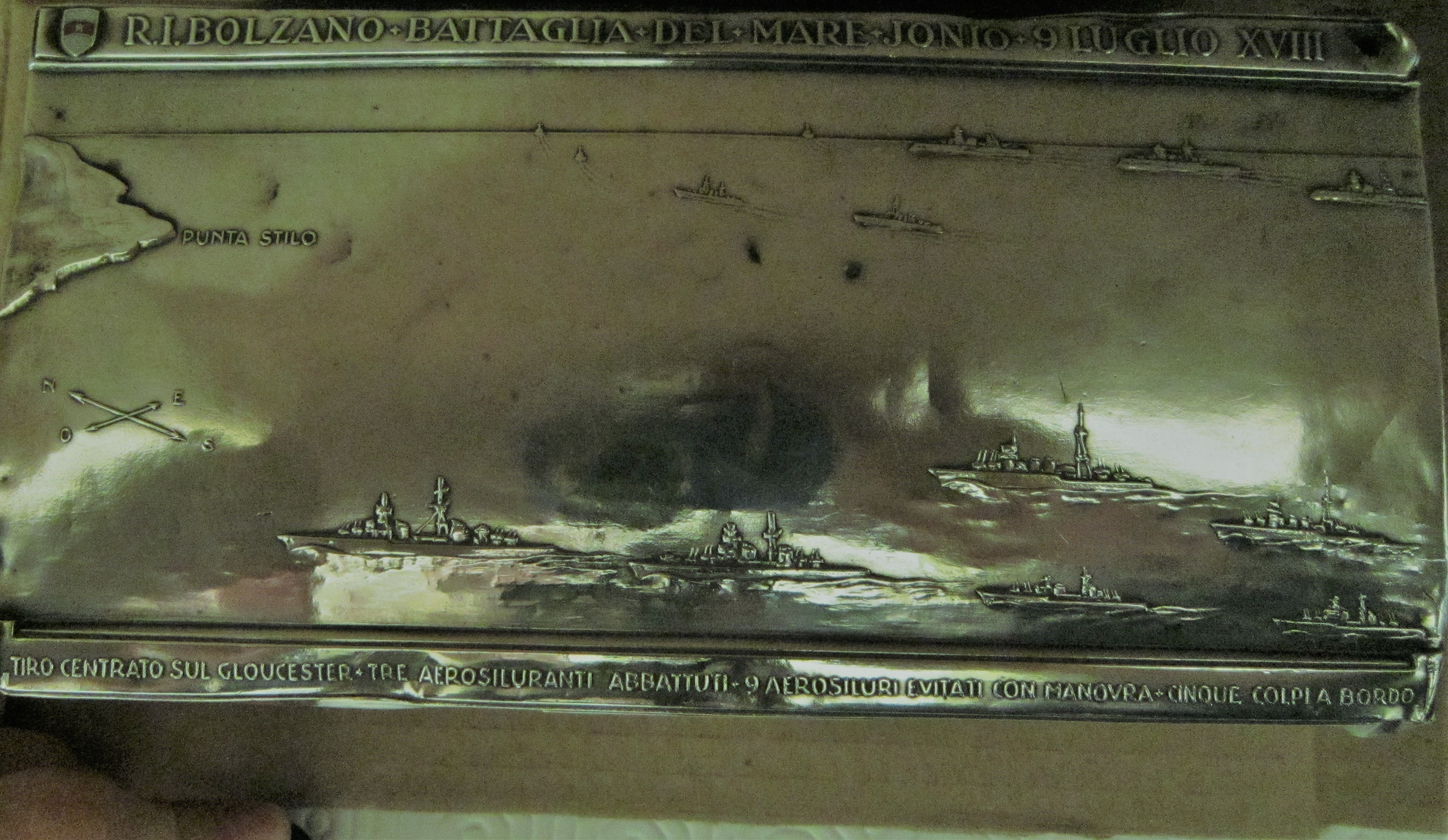
Coperchio in argento della scatola-teca in radica che commemora la partecipazione alla battaglia aereo-navale di Punta Stilo. Sul bordo superiore i dettagli storici, sul bordo inferiore la descrizione degli eventi a bordo.

Allo scoppio della seconda guerra mondiale la nave, dotata di idrovolanti IMAM Ro.43, era inquadrata nella III Divisione incrociatori assieme al Trento e al Trieste e il 9 luglio 1940, assieme al Trento, prese parte alla battaglia di Punta Stilo, nel corso della quale venne colpito da tre proietti da 152 mm sparati dall'incrociatore leggero Neptune, riuscendo tuttavia a continuare il combattimento nonostante danni al timone e alla torre prodiera da 203, un impianto lanciasiluri distrutto e alcune falle a poppa, sulla dritta, attraverso la quale imbarcò qualche centinaio di tonnellate d'acqua (in gran parte espulse con le pompe).
Il 31 agosto fece parte della forza navale uscita in mare per contrastare l'operazione britannica "Hats" e che tuttavia rientrò senza aver sparato un solo colpo.
Successivamente prese parte alla battaglia di Capo Teulada del 27-28 novembre 1940, durante la quale sparò 27 colpi (molti meno dei due gemelli, perché il suo tiro fu disturbato dalle cortine fumogene), lanciò un idrovolante che fu il primo velivolo ad individuare le unità britanniche, e riuscì a far valere la sua elevata velocità per rompere il contatto impari con le corazzate nemiche.

Nave Bolzano durante la battaglia di capo Teulada

Il 9 febbraio 1941 fece parte della formazione uscita per attaccare le unità britanniche che avevano bombardato Genova e nell'occasione catapultò un idrovolante per individuare il nemico, senza però riuscirvi. Del resto, la confusione, i ritardi e gli errori negli avvistamenti e nelle comunicazioni fecero sì che la flotta britannica se ne andasse indisturbata.
Il 27-28 marzo dello stesso anno fu fra le unità scelte per compiere un'incursione ai danni del traffico britannico nel Mediterraneo orientale, incursione poi culminata nello scontro di Gaudo e nel disastro di Capo Matapan. Durante la battaglia il Bolzano evitò di stretta misura bombe e siluri d'aereo.
Il 24 aprile 1941 fece parte, assieme al Trieste, alla VII Divisione incrociatori e a due cacciatorpediniere (Ascari e Carabiniere), della scorta indiretta ad un convoglio di cinque mercantili (Marburg, Rialto, Kibfels, Birmania, Reichenfels) diretti in Nord Africa.
Un mese più tardi fornì ancora scorta indiretta (assieme al Trento e ai cacciatorpediniere Ascari, Lanciere e Carabiniere) ad un altro convoglio per la Libia, formato dai trasporti truppe Conte Rosso, Marco Polo, Esperia e Calitea. La perdita del Conte Rosso, avvenuta per siluramento da parte del sommergibile inglese HMS Upholder, non fece che confermare l'inutilità della scorta da parte di unità maggiori (corazzate e incrociatori). Il 27 aprile i due incrociatori scortarono due convogli di rientro.
Non ci furono invece problemi nella scorta indiretta di un altro convoglio, l'«Esperia», fra l'8 ed il 9 giugno dello stesso anno; oltre al Bolzano vi presero parte anche il Trento, il Lanciere, l'Ascari ed il Corazziere.
Fra il 16 ed il 20 luglio il Bolzano ed il Trieste, assieme ai caccia Ascari, Carabiniere e Corazziere, fornirono scorta indiretta ad un convoglio veloce per il trasporto di truppe (Neptunia, Oceania e Marco Polo) da Taranto a Tripoli.
Il 26 agosto 1941 uscì in mare assieme al resto della III Divisione (cui si era aggiunto l'incrociatore pesante Gorizia) e ad altre unità, per contrastare l'operazione britannica "Mincemeat" (consistente nel minamento della zona di mare al largo di Livorno). Non avendo compreso lo scopo dell'operazione britannica, e pensando che si trattasse di un convoglio, le unità italiane non entrarono in contatto con quelle inglesi. Il Bolzano fu silurato dal sommergibile britannico HMS Triumph e, rimorchiato a Messina, rimase fuori uso per tre mesi.

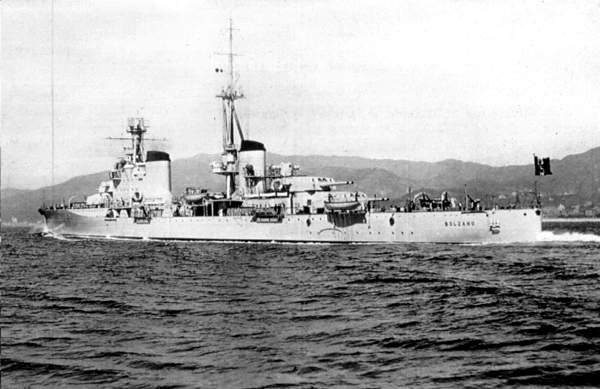
Nave Bolzano in navigazione

In settembre si trovava ancora a Messina quando fu colpito da una bomba durante un attacco aereo. Ci furono vari danni, morti e feriti.
Nel 1942 prese parte alla grande battaglia aeronavale di mezzo agosto. Uscì in mare il 12 agosto assieme al Gorizia, al Trieste, alla VII Divisione e a 11 cacciatorpediniere, per intercettare ed annientare un convoglio britannico già decimato dagli attacchi aerei e subacquei italo-tedeschi. Il comando ritenne però che le navi avrebbero corso il rischio di essere sottoposte a pesanti attacchi aerei e ne ordinò quindi il rientro. Fu sulla rotta di ritorno che le navi caddero nell'agguato del sommergibile britannico HMS Unbroken, che silurò il Bolzano e l'incrociatore leggero Muzio Attendolo. Mentre quest'ultimo riuscì a tornare in porto con i propri mezzi, il Bolzano, in fiamme e imbarcando acqua, dovette essere rimorchiato sino alla vicina Panarea, dove si adagiò sui bassifondali.
Dopo un mese di lavori fu possibile rimetterlo a galla ed il 15 settembre l'unità venne rimorchiata a Napoli e successivamente a La Spezia per le necessarie riparazioni, che tuttavia non poterono procedere per mancanza di materiale e si era tornati ad ipotizzarne nuovamente la trasformazione in nave "lancia-aerei", che rimase comunque sulla carta. All'annuncio dell'armistizio l'8 settembre 1943, non essendo ancora in condizioni di riprendere il mare, non poté seguire le sorti del resto della squadra navale, costretta dalle clausole armistiziali a trasferirsi a Malta.
Il Bolzano, abbandonato dall'equipaggio il 9 settembre, cadde in mano ai tedeschi che l'indomani lo saccheggiarono (così come anche la popolazione civile). Spogliato di tutto quanto era utilizzabile, l'incrociatore fu abbandonato a se stesso.
Nel timore che i tedeschi potessero affondarlo per bloccare l'entrata del porto di La Spezia, gli Alleati lo inclusero fra gli obiettivi di un'incursione di assaltatori misti italo-britannici da compirsi a La Spezia il 22 giugno 1944. Un chariot britannico (mezzo derivato dagli SLC italiani) si portò sotto la carena del Bolzano e vi piazzò una carica esplosiva che esplose affondando la nave.
Nell'aprile del 1945, quando gli alleati entrarono a La Spezia, venne ritrovato affondato e capovolto in rada. Recuperato alla fine del conflitto venne successivamente demolito.